# L'Ombre de la séduction
Pour plus de détails, voir Fiche technique et Distribution.
L'Ombre de la séduction ou Temptation (The Right Temptation) est un film américain de Lyndon Chubbuck sorti en 2000.

## Synopsis
Derian, ravissante détective privée, est engagée par Anthea pour apporter la preuve de l'infidélité de son mari. Mais celui-ci semble intègre. Incrédule, son épouse décide de le mettre à l'épreuve en demandant au détective de charme de le séduire. Derian ne se doute pas que cette simple affaire passionnelle va l'entraîner au cœur d'une affaire criminelle dont elle ne sortira pas indemne...

## Fiche technique
- Titre : L'Ombre de la séduction ou Temptation'
- Titre original : The Right Temptation
- Réalisation : Lyndon Chubbuck
- Scénario : Larry Brand
- Musique : Phil Marshall
- Montage : Lawrence Maddox
- Décors : Les Boothe
- Producteurs : Neva Friedenn, Gerald I. Wolff et Paul Maslak
- Coproducteurs : Sandford Hampton et William Talmadge
- Producteurs exécutifs : David Forrest et Beau Rogers
- Productrice associée : Susan A. Golenbock
- Genre : Drame, romance et thriller
- Pays :  États-Unis
- Durée : 95 minutes
- Date de sortie : 
  -  États-Unis : septembre 2000 (TV Première), 20 septembre 2001 (Temecula Valley International Film Festival)
  -  Allemagne : mai 2001
  -  Hongrie : mai 2003

## Distribution
- Rebecca De Mornay : Derian McCall
- Kiefer Sutherland : Michael Farrow-Smith
- Dana Delany : Anthea Farrow-Smith
- Adam Baldwin : Capitaine Wagner
- Joanna Cassidy : Maryanne